# Cristian Cubides
Cristian Camilo Cubides Morales (11 november 1996) is een Colombiaans wielrenner.

## Carrière
In 2016 nam Cruz deel aan de Trofeo Joaquim Agostinho, waar hij zevende werd in het jongerenklassement. Vier dagen later stond hij aan de start van de Ronde van Portugal van de Toekomst. Hier werd hij vijfde in de laatste etappe, die werd gewonnen door zijn ploeggenoot Roller Diagama. Een andere ploeggenoot, Wilson Rodríguez, won het eindklassement. Cubides werd zesde en won het jongerenklassement.

## Overwinningen
2016
Jongerenklassement Ronde van Portugal van de Toekomst
2019
Bergklassement Ronde van Guatemala

## Ploegen
- 2016 –  Boyacá Raza de Campeones

Bothia · Chaparro · Cruz · Cubides · Diagama · Flórez · García · Gómez · Mancipe · Ochoa · Ortega · C.Parra · H.Parra · M.Rodríguez · W.Rodríguez · Romero